# 현산초등학교의 운동부
다음은 현산초등학교의 운동부를 정리한 문서이다.

## 육상부
육상을 하는 운동부로, 개교 당시부터 존재했다.

## 야구부
현재 현산초에서 가장 대표적이고 유명한 운동부로, 2008년 창단했다. 이름과 마찬가지로 야구를 하는 운동부로, 초등학교 야구부 중에서도 실력이 좋기로도 유명하다.

## 축구부
축구를 하는 운동부이다.